# Gunda Friedrich
Gunda Kämpf (geboren als Gunda Friedrich) (* 14. September 1920 in Buttenheim) ist eine ehemalige deutsche Leichtathletin.

## Leben
Mitte der 1930er Jahre zog sie mit ihrer Familie von Fürth nach Würzburg. Sie betrieb zunächst Turnen und bestritt 1935 in Gerolzhofen ihren ersten Leichtathletikwettkampf.
Unter ihrem Mädchennamen Gunda Friedrich wurde sie in den Farben der TG Würzburg im Jahr 1936 bei den deutschen Leichtathletik-Meisterschaften Zweite im Hochsprung. Während der Olympischen Sommerspiele 1936 wohnte sie im Olympischen Dorf, wurde aber nicht für die Wettkämpfe gemeldet.
1938 wurde sie deutsche Hochsprungmeisterin, 1939 DM-Dritte, 1940 sowie 1943 gewann sie erneut den deutschen Meistertitel. Zwischenzeitlich vertrat sie auch den 1. FC 1905 Schweinfurt. Ihre Hochsprungbestleistung waren 1,65 Meter.
Während des Zweiten Weltkrieges war sie Sekretärin bei der Hitlerjugend in Würzburg, dann Arbeiterin beim Unternehmen Fichtel & Sachs in Schweinfurt. 1943 heiratete sie den Augenarzt Richard Kämpf. Sie erhielt eine Anstellung als Arzthelferin bei ihrem Schwiegervater. Im Januar 1944 erwirkte sie beim Reichsluftfahrtministerium in Berlin die Verlegung ihres als Stabsarzt tätigen Ehemanns von Russland nach Oberföhring. Sie gebar vier Söhne, von denen Georg, Hans und Thomas als Basketballspieler in Bayreuth bekannt wurden.